# Metacomet

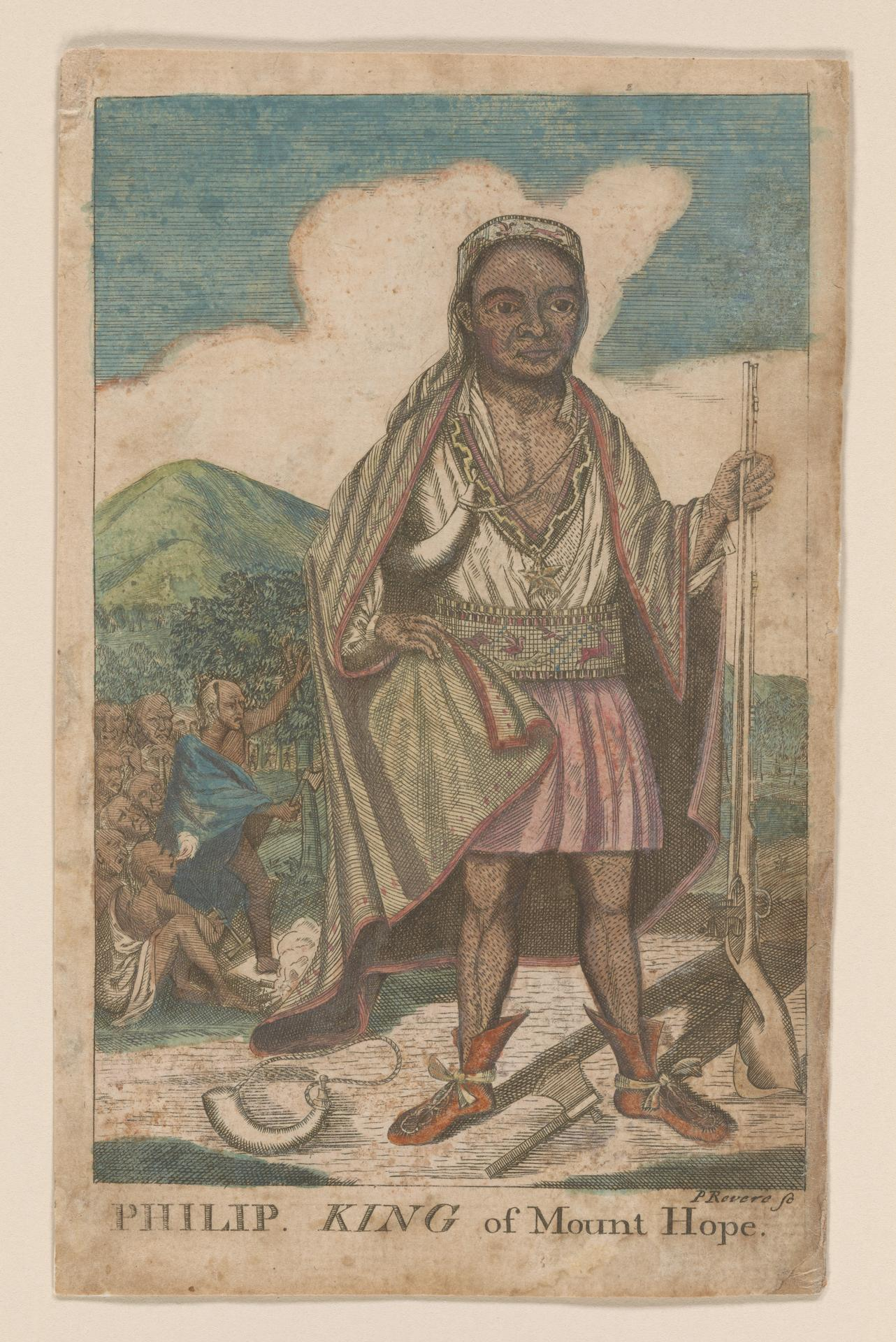
Philip, King of Mount Hope - pochodząca z 1772 roku karykatura autorstwa Paula Revere, przedstawiająca Króla Filipa

Metacomet (lub Metacom, ur. ok. 1638, zm. 12 sierpnia 1676) – wódz Wampanoagów z Massachusetts, zwany przez białych Królem Filipem (ang. King Philip). Był synem wodza Massasoita i od 1662 roku także wodzem, następcą swojego starszego brata Wamsutty, zwanego też Aleksandrem. Przywódca krwawego powstania Indian w Nowej Anglii, nazwanego jego europejskim imieniem.
Czas, w którym Metacomet został sachemem (wodzem) Wampanoagów był okresem narastających konfliktów Indian Nowej Anglii z europejskimi kolonistami. W styczniu 1675 roku w Plymouth znaleziono ciało nawróconego na chrześcijaństwo Indianina Johna Sassamona, współpracującego z Anglikami tłumacza Metacometa, a w czerwcu tegoż roku osadnicy powiesili trzech Wampanoagów oskarżonych o zamordowanie zdrajcy. Wówczas Wampanoagowie Metacometa najechali osiedla białych, a sąsiednie plemiona przyszły wodzowi z pomocą. Indianie zaatakowali 52 z 90 osiedli Nowej Anglii, niszcząc 12 z nich. Walki ogarnęły kolonie Massachusetts i Connecticut.
Jednak wodzowie poszczególnych plemion nie potrafili ze sobą zgodnie współpracować i w 1676 roku sytuacja przechyliła się na korzyść białych. Metacomet został zagnany do swojej wioski w pobliżu Mount Hope w Rhode Island, gdzie zginął podczas nocnego starcia z Anglikami i ich sprzymierzeńcami z plemienia Moheganów. Według świadków, wódz padł od kuli indiańskiego zwiadowcy Aldermana, gdy próbował wymknąć się z okrążenia. Jego ciało poćwiartowano, a głowę wystawiono na widok publiczny w Plymouth. Żonę i syna wodza koloniści sprzedali w niewolę do Indii Zachodnich.
Chociaż przez lata uznawano Metacometa za głównego przywódcę tubylczego powstania, które od jego europejskiego przydomka nazwano „wojną Króla Filipa”, to zdaniem niektórych historyków (np. Douglasa E. Leacha) szybko stracił on kontrolę nad biegiem wypadków i był tylko jednym z wielu równorzędnych i rywalizujących ze sobą przywódców powstania. Jednak biorąc pod uwagę niewielką jeszcze wówczas liczbę europejskich mieszkańców amerykańskich kolonii, było to jedno z najkrwawszych powstań indiańskich w Ameryce Północnej (poległo ok. 600 Anglików i ok. 3 tys. Indian), a Metacom stał się jego trwałym symbolem.
Powieść o Królu Filipie napisał amerykański dyplomata i poeta Gideon Hiram Hollister. Utwór zatytułowany Mount Hope; or, Philip, King of the Wampanoags: an Historical Romance ukazał się w 1851. Natomiast James Wallis Eastburn i Robert Charles Sands wspólnie ułożyli poemat epicki Yamoyden, a Tale of the Wars of King Philip.